# Emanuel Rivas
Pour les articles homonymes, voir Rivas.
Emanuel Benti Rivas est un footballeur argentin né le 17 mars 1983 à Quilmes. Il évolue au poste de milieu terrain avec Spezia.

## Carrière
- 2001-2004 : CA Independiente ( Argentine)
- 2004-2005 : Arsenal de Sarandi ( Argentine)
- 2005-2006 : Vitória Guimarães ( Portugal)
- 2006-2007 : Iraklis Thessalonique ( Grèce)
- 2007-déc. 2007 : Club Atlético Talleres ( Argentine)
- jan. 2008-2008 : Associazione Calcio Arezzo ( Italie)
- 2008-jan. 2012: AS Bari ( Italie)
- fév. 2012-2012 : AS Varese ( Italie)
- 2012-2013 : Hellas Vérone ( Italie)
- depuis 2013 : Spezia ( Italie)[1]

## Palmarès
- Champion d'Argentine (Apertura) : 2002 avec le CA Independiente
- Champion de Série B (D2) : 2009 avec l'AS Bari